# 畠山義郎
畠山 義郎（はたけやま よしろう、1924年8月12日 - 2013年8月7日）は、日本の政治家・詩人。秋田県北秋田郡下大野村村長（1期）、同郡合川町町長（10期）を歴任した。

## 概説

### 生い立ち
1924年8月、下大野村で8人きょうだいの4男として生まれるが、次兄・長姉以外は夭折した。3歳の時に母が脳卒中で倒れ半身不随になり、また小学校入学前後に祖父を亡くし、また父も脳卒中に倒れる。
木戸石尋常小学校を卒業後、1939年に鷹巣農林学校林業科（後の秋田県立鷹巣農林高等学校、現秋田県立秋田北鷹高等学校）に入学するが、ほどなくして肺結核を患い、1940年に中退する。
療養中の1941年には月刊詩誌『詩叢』（しそう）を主宰（～1943年）。戦中下で多くの俳句が発禁となる中で、全国の詩人が集まるものであったが、紙の配給を受けたため特高に刊行が知られ、廃刊を余儀なくされた。後に別の俳句
結社を結成していた者が特高に摘発され（新興俳句弾圧事件）、畠山も蠍座事件に連座する形となったが、畠山は未成年だったため免れる。しかし、徴兵まで在宅監視の対象とされた。
療養後は下大野郵便局の事務員を務めた後、1944年に徴兵され、杉並区下井草にあった首都防衛隊に付けられる。

### 戦後
その後隊は大宮に転属する。終戦直前の8月14日になって新潟への転属命令を出されたが、出発命令がないまま大宮で終戦・除隊。復員後は局長代理として下大野郵便局に戻る。
復員まもなくして木戸石集落の青年会会長に就任。
1946年には下大野郵便局長に就任、同年に下大野村長を務めた杉渕光任の次女と結婚する。また同年には下大野村農地委員の選挙に出馬するが、地主の立場ながら農地解放を賛成したため落選。しかし翌1947年に欠員が出たため繰り上げ当選する。
1948年にシベリア抑留から復員した叔父に郵便局長の座を譲り、23歳で下大野村農業協同組合の初代組合長に就任。
1950年3月に母が54歳で亡くなる。1950年4月には下大野村村会議員に就任し、その後1951年5月には立候補者5名、投票率98.5％の選挙を制し26歳8ヶ月で下大野村の村長に就任した。

### 若年村長・町長として
下大野村長就任後は、開拓道路の建設（後述）、四か村合併（後の合川町）の調停を行った。
その後、昭和の大合併に伴う合川町町長選挙では、旧下大野村から地主が出馬し対抗されるも、僅差で当選。以後10期務める。
「食える町づくり」を掲げ、社会福祉を充実させたほか、大野台の酪農指定などを行った。
後には秋田県防災協会長・全国防災協会長を歴任。
1991年には県町村会長を務める（～1993年）。
1995年1月17日に町長退職。2013年に死去。享年88。叙従五位。

### 詩作家としての活動
青年時代から詩作活動に携わり、第二次世界大戦中の1941年から1943年まで月刊詩誌『詩叢』（しそう）を主宰。戦後も「詩と詩人」などで編集同人として参画するなどした。
2009年には秋田県文化功労章を受章した。

## 実績
下大野村の村長に就任して初めて行ったことは開拓道路の建設である。当時、下大野村と、同村が属する北秋田郡の中心地である鷹巣町へは道路が通じておらず、山本郡にある二ツ井町の経済圏であった。このため畠山が発案し、全額国庫負担となる開拓道路として1953年に開通した。
合川町として合併した直後の1955年6月に大水害が発生し小阿仁川の橋が流された際には木橋を永久橋化する工事を行った。
また同年9月の羽後上大野駅（現合川駅）での大火災では都市計画法を適用し都市計画を実施する。
県の防災協会長となり、平成に入ってからは小渕恵三を差し置いて全国防災協会長に就任することとなる。
また詳細は後述するが、「食える町づくり」を掲げ、林業・工業・福祉などのサービス業を誘致した。
畠山の軌跡は岩波ブックレット「東北農山村の戦後改革」にまとめられている。なお同書内では畠山は「ヨシロウ」と表記されている。

### 営林署の誘致
当時営林署は農山村にとって、700人近くの雇用をもたらす存在であった。畠山、そして合川町にとって七座営林署の移転は悲願であった。
七座営林署は元々1929年に旧落合村の李岱に落合営林署として設立された。しかし1年半後七座村に移転され、営林署を失うこととなる。
七座村は昭和の大合併で鷹巣町と合併後、営林署を含む西部が二ツ井町に分割編入された。このことで、同町には二つの営林署が存在することになった。
畠山はこれを合川町に移転させるよう陳情を行った。二ツ井町は反発したものの、衆議院議員石田博英のとりなしもあって1958年11月に移転が決定、1959年に移転する。
誘致決定後、町営住宅の提供を行い、営林署を歓迎した。

### 林業政策
1957年に当時農林大臣だった河野一郎が輸入材の自由化を行い、労働形態と生活様式の変化のさなかにあって畠山は造林事業を拡充させた。当時も残っていた入会地の整理を行ったうえで60年間（1994年に20年延長し80年間）地上権を確保し、また植民事業も進めた。1955年の合川町発足当初は178ヘクタールであったものが、1995年時点で1200ヘクタール近くまで拡充された。

### 合川高等学校の誘致
畠山は当時「金の卵」として中卒で都市部へ集団就職する若者を思い、高校の誘致を考えた。しかし当時近隣には既に鷹巣農林高等学校（鷹巣町）、米内沢高等学校（森吉町） が存在したため、私立高校の誘致として計画を立てた。
当時日本大学会頭で秋田短期大学理事長だった古田重二良に陳情し、秋田短期大学附属合川高等学校（後の北秋田市立合川高等学校、合併で現秋田県立秋田北鷹高等学校）を設立させる。

### 社会福祉の町づくり
合川町は成立当初より災害に見舞われ、苦難が相次いだ。そのため、社会福祉は立町以来の悲願であった。
1958年には町内の篤志家から原資を募り、秋田県初となる社会福祉金庫を創設。1957年には、満85歳以上の高齢者に敬老年金制度を作り、100円札10枚を配布した。これは1961年に制定された国の国民年金、老齢福祉年金に先駆けた制度であった。
1965年には大野台に知的障害者施設「愛生園」を開園させ、また1960年代から70年代にかけて救護施設や授産施設、またそれらの施設で働く人の通勤寮を整備し、同地域を「大野台の里」にした。また1980年には大野台の里に東京都の委託施設を誘致した。
また1964年には国庫補助金を利用し下杉に児童館を開設した
これらを受けて合川町は1966年9月に全国で初めて「社会福祉宣言の町」を決議した。

### 大野台工業団地の開発
大野台は合川町・鷹巣町・森吉町（いずれも現北秋田市）の3町にまたがり、4000ヘクタールにも上る洪積台地で、火山灰質で強酸性な土壌のため、戦前「1坪が卵1個」と呼ばれたほど地価が安かった。
戦前から開墾が進められていたものの困難を極めた。
1967年にはこの地区のうち2000ヘクタールを開田するプロジェクトが制定されたが、その後国の方針変更（生産調整、減反政策）に伴い計画は中止となった。
その代わりとして内陸工業団地としての活用が行われることとなる。1970年から用地買収が始まり、1972年には造成を開始。
1990年には「県立北欧の森公園」が開園。この場所は第2工業団地とする予定だったが、畠山が佐々木喜久治知事（当時）とフィンランドに行った際に考案したという。

### 圃場整備と農業政策
1969年から5年かけて圃場整備を行ったが、この際全国で初めて「通年施工方式」での圃場整備を行った。当時米の生産調整が始まったばかりであり、河川改修と同時に行うことで、整備対象の農地全体で調整させることに成功した。
この「全国圃場整備通年施工発祥の地」の碑がカントリーエレベーター近くの小公園に存在する。
また、給食も当時パンを含めた給食（完全給食）が主流の中、あくまでご飯持参の「補食給食」にこだわり続けた。補食給食では完全給食と異なり補助金は出なかったが、それでも日本のコメ食衰退を憂いこれにとどめた。

## 人物
- 「義郎」の名は4男であることに因む[4]。
- 肺結核での療養中は、両親の書籍を読み漁り知識を得た[55]。
- 「上意下達」の精神が強い中で、「下意上達」の精神を発揮し運動した[56]。
- 1983年5月の日本海中部地震で合川南小学校の生徒13名が犠牲になった際、亡くなった13人の子供の家を1軒1軒訪ね、お悔やみを述べた[57]。

### 家族
自伝内で、河辺町の豊島城主、畠山重氏の流れを汲むと語っている。
祖父・永吉は能代の製材会社に原木を販売する仕事をしており、また郡会議員、下大野村村長を務めた。永吉に子供がいなかったことから、末の妹（畠山の母）が婿養子を取り後を継いだ。
父・鶴治は陸軍中野学校を卒業後、併合直後の朝鮮半島に渡り、反日活動を抑制する仕事を行った。帰国後は北海道第7師団憲兵部隊に配属される。近隣の家から畠山家の養子となる。1930年に下大野郵便局を開設し局長となったほか、下大野村議や地区の在郷軍人分会長を務めた。1931年秋に脳卒中で倒れ、回復することないまま1939年11月に50歳で病没。
次兄は旧制大館中学を1番で卒業した秀才であったが、肺結核を患い1944年2月に25歳で亡くなった。
妻は戦中に下大野村長を務めた杉渕光任の次女。
元秋田県知事小畑勇二郎とは姻戚関係にある（小畑の母の実家と畠山の父の実家が姻戚関係）。

## 著書
- 『松に聞け―海岸砂防林の話』日本経済評論社、1998年7月 ISBN 978-4818809956
- 『村の綴り方 木村文助の生涯』無明舎出版、2001年7月 ISBN 978-4895442824
- 『詩で読む秋田の戦後六十年』無明舎出版 2005年11月 ISBN 978-4895444149
- 『愛のかたち―魅力の詩人論 高村光太郎・宮沢賢治・菊岡久利』土曜美術社出版販売、2009年6月 ISBN 978-4812017302
- 畠山義郎『美しい詩ではないけれど』秋田魁新報社〈シリーズ時代を語る〉、2013年4月12日。ISBN 978-4-87020-338-9。

### 詩集
- 『色わけ運動会―詩集』土曜美術社出版販売、2003年6月 ISBN 978-4812013946
- 『無限のひとり旅―詩集』土曜美術社出版販売、2009年6月 ISBN 978-4812017296
- 『畠山義郎全詩集』 コールサック社、2013年05月。 ISBN 978-4864351041[63]